# خريطة ألفا
خريطه ألفا عبارة عن تقنية لرسم رسومات ثلاثية الأبعاد باستخدام جهاز الحاسوب، تتضمن استخدام تعيين نسيج لتعيين مقدار الشفافية/شفافية المناطق في كائن معين.
يتم استخدام مناظرة ألفا عندما تكون شفافية الكائن المحدد غير متسقة: عندما لا يكون مقدار الشفافية هو نفسه بالنسبة للكائن بأكمله و/أو عندما يكون الكائن غير شفاف بالكامل. إذا كان الكائن لديه نفس مستوى الشفافية في كل مكان، فيمكن للمرء إما استخدام نسيج ألفا بلون خالص (كالاحمر أو الاخضر أو... (أو قيمة عددية).
غالبًا ما يتم تشفير خريطة ألفا في قناة ألفا لنسيج RGBA (وهو اختصار للالوان أحمر وأخضر وأزرق والفا) يستخدم للتلوين بدلاً من كونه نسيجًا رماديًا مستقلًا.